# Neue Allgemeine Deutsche Garten- und Blumenzeitung
Neue Allgemeine Deutsche Garten- und Blumenzeitung (abreviado Neue Allg. Deutsche Garten- Blumenzeitung) fue una revista con ilustraciones y descripciones botánicas que fue publicada en Hamburgo desde 1845 hasta 1851. Fue reemplazada por Hamburger Garten- und Blumenzeitung.